# 比爾卡 (切爾沃諾阿爾米西克區)
50°24′49″N 27°58′8″E / 50.41361°N 27.96889°E
比爾卡（烏克蘭語：Білка）是烏克蘭北部的村莊，隸屬日托米爾州的日托米爾區。該村面積1.07平方公里，海拔高度236米，2001年人口167。